# Paul Ehmayr

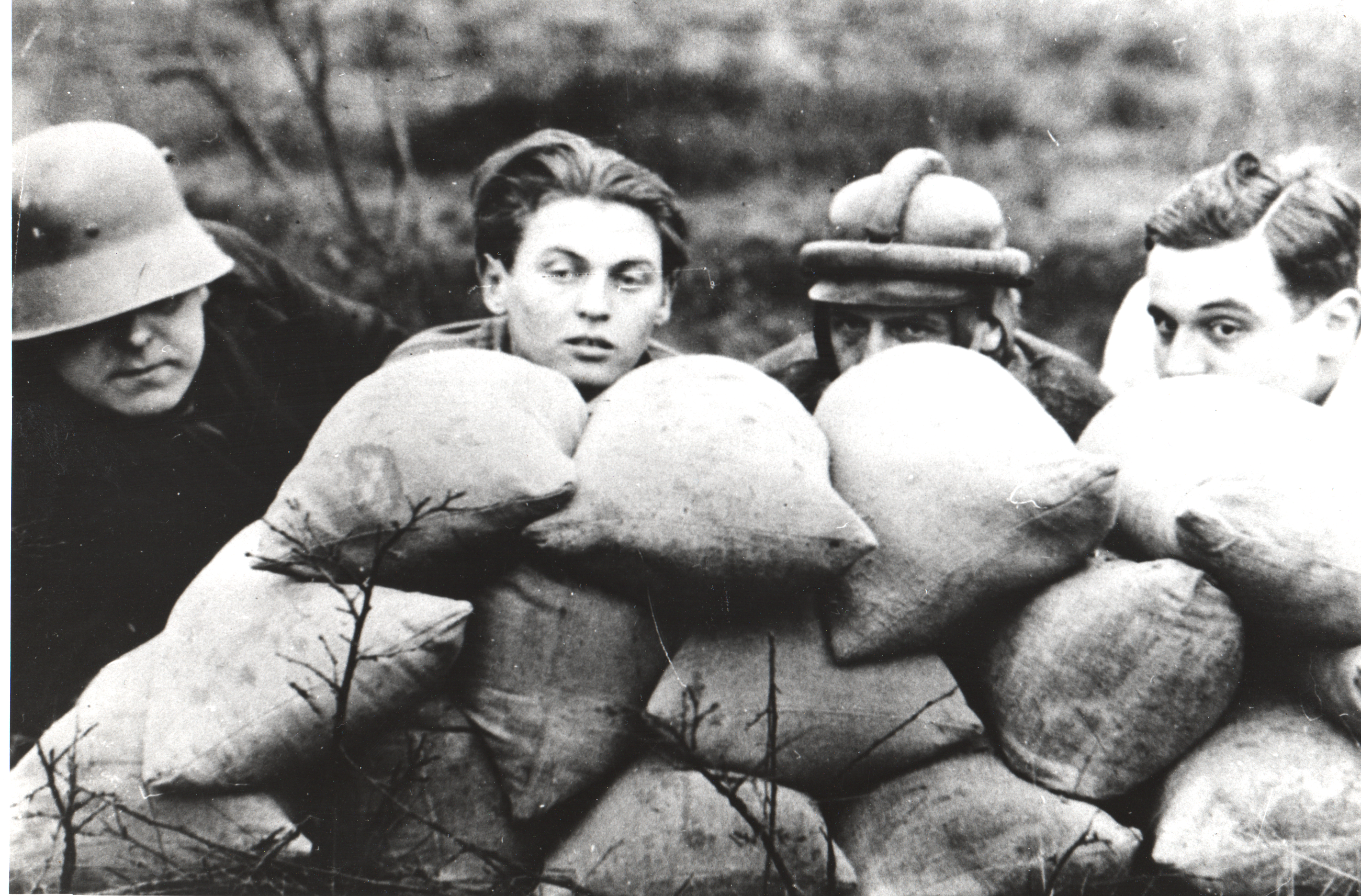
Wörl, Paul Ehmayr, Rudolf Nebel und Klaus Riedel

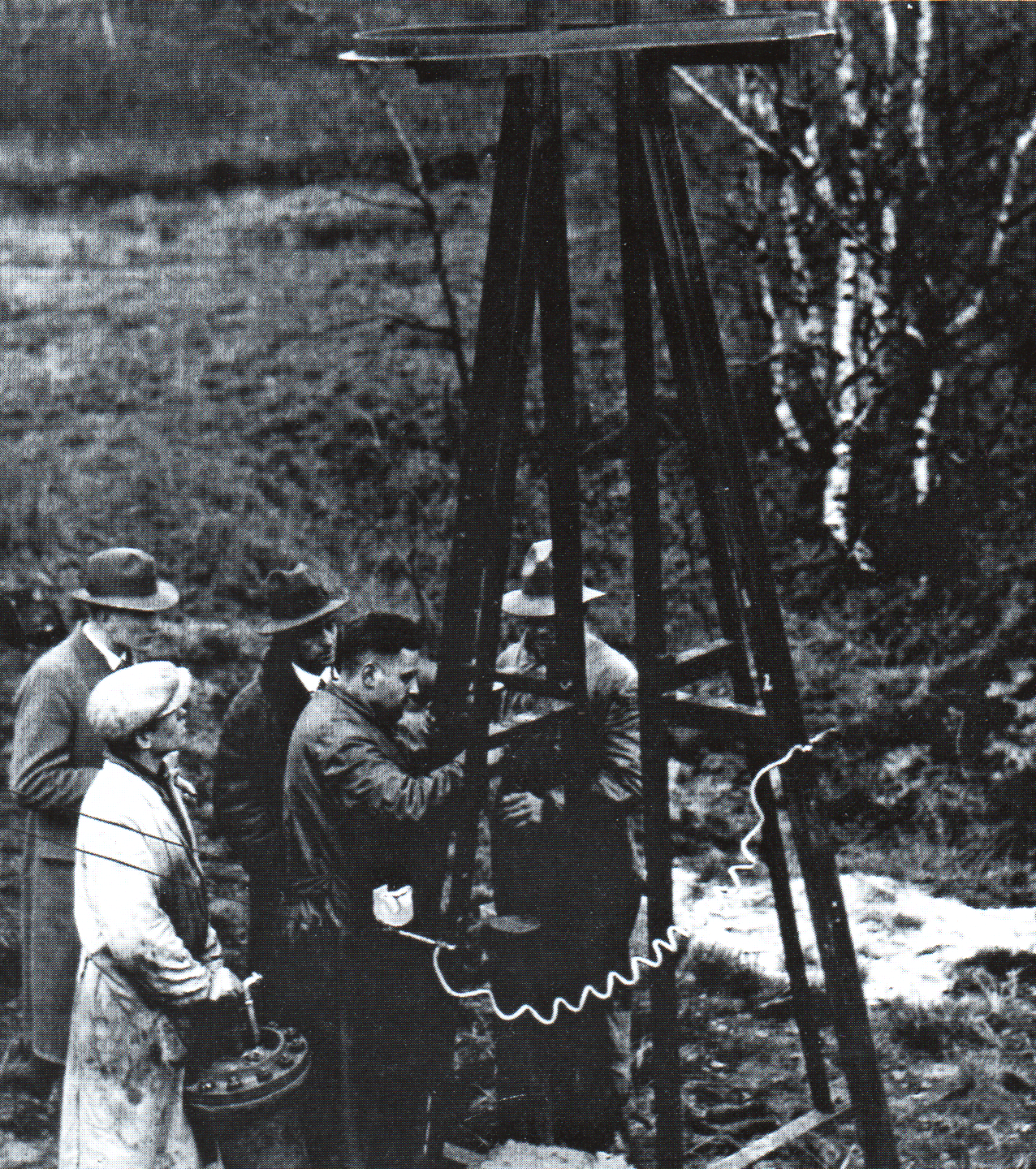
Rolf Engel, Paul Ehmayr, Rudolf Nebel, Klaus Riedel und Kurt Heinisch am Raketenflugplatz Berlin mit Startgestell und Raketenkomponenten der Rakete (Kegeldüse) aus Fritz Langs Film Frau im Mond

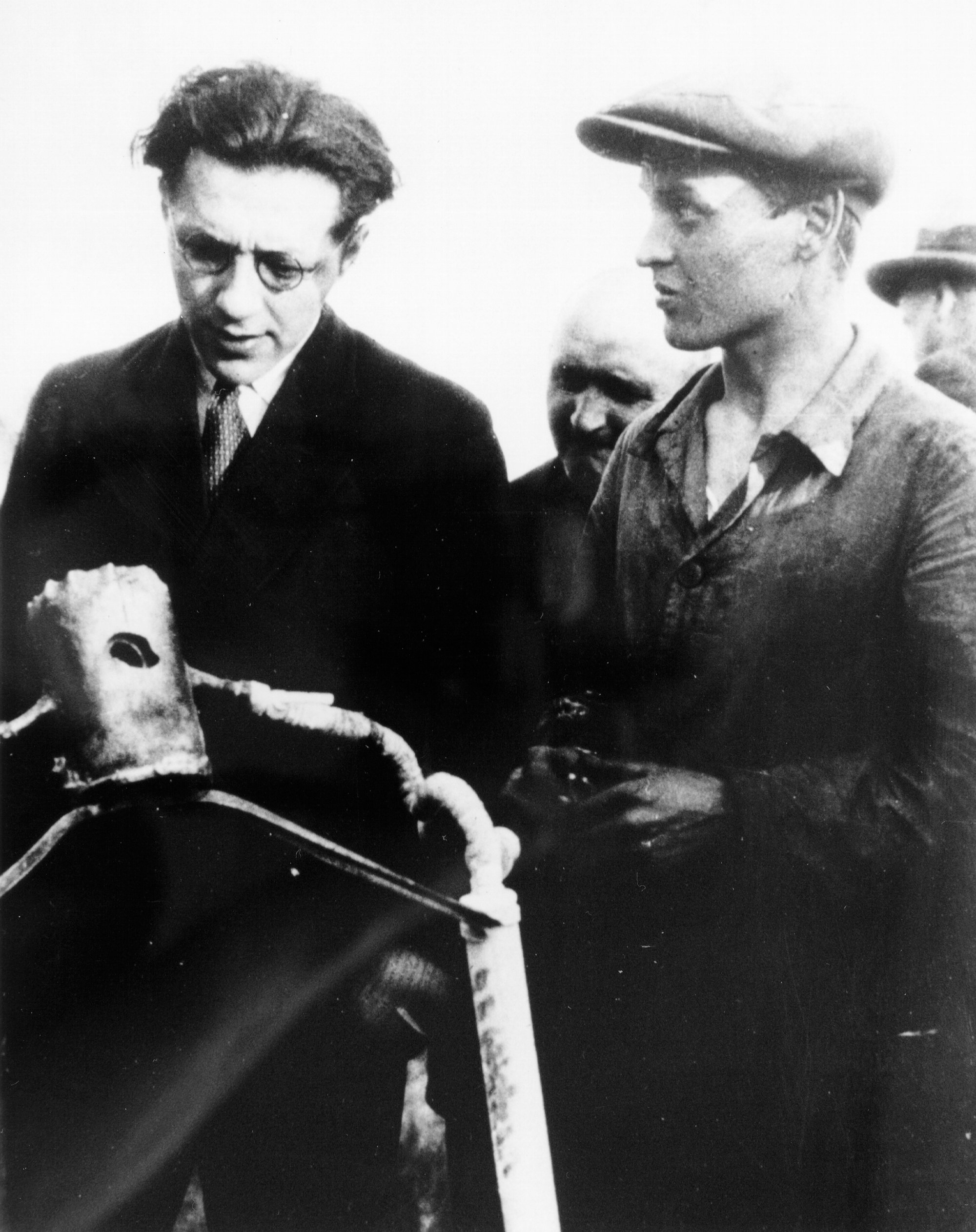
Willy Ley und Paul Ehmayr mit dem Repulsor I

Paul Ehmayr (* 28. Oktober 1909 in Wien; † 7. September 1993 in Linz an der Donau; auch fälschlich als Ehmayer, Ehmeier oder Ehmeyer geschrieben) war ein deutsch-österreichischer Raketentechniker. Er war gelernter Feinmechaniker. Sein Meisterstück war ein Barometer.

## Leben
Auf Grund der hohen Arbeitslosigkeit in Österreich ging Ehmayr 1927 nach Mecklenburg, dann weiter nach Berlin. Dort wirkte er ab 1930 als Teil des Ingenieursteams rund um Hermann Oberth, Rudolf Nebel und Klaus Riedel (gemeinsam mit Wernher von Braun, Rolf Engel, Hans Bermüller, Hans Hüter, Kurt Heinisch und Helmuth Zoike) bei der Entwicklung, insbesondere beim Bau und bei den Versuchen mit den ersten mit Flüssigsauerstoff und Benzin betriebenen Raketen mit.
Entwicklung und Tests fanden zunächst in der Chemisch-Technischen Reichsanstalt statt, finanziell unterstützt vom Heereswaffenamt. Als Hermann Oberth zurück nach Rumänien ging, setzte das Team seine Aktivitäten im neu gegründeten Raketenflugplatz Berlin-Reinickendorf fort. Dabei wurden das Startgestell und die Raketenkomponenten weiterverwendet, welche zuvor für den Film „Frau im Mond“ von Fritz Lang entwickelt worden waren. Zu den gemeinsam entwickelten Raketen zählten u. a. die Oberth’sche Kegeldüse, verschiedene Varianten des Repulsors, die Mirak I–III sowie das Magdeburger Startgerät (10-L).
Die Aktivitäten des Vereins für Raumschiffahrt und am Raketenflugplatz Berlin befanden sich seit der Machtübernahme der Nationalsozialisten im Frühjahr 1933 unter strenger Überwachung. Nachdem die Gestapo noch im selben Jahr sämtliche Dokumente konfisziert hatte, wurden die Organisation und der Raketenflugplatz im Juni 1934 endgültig geschlossen.

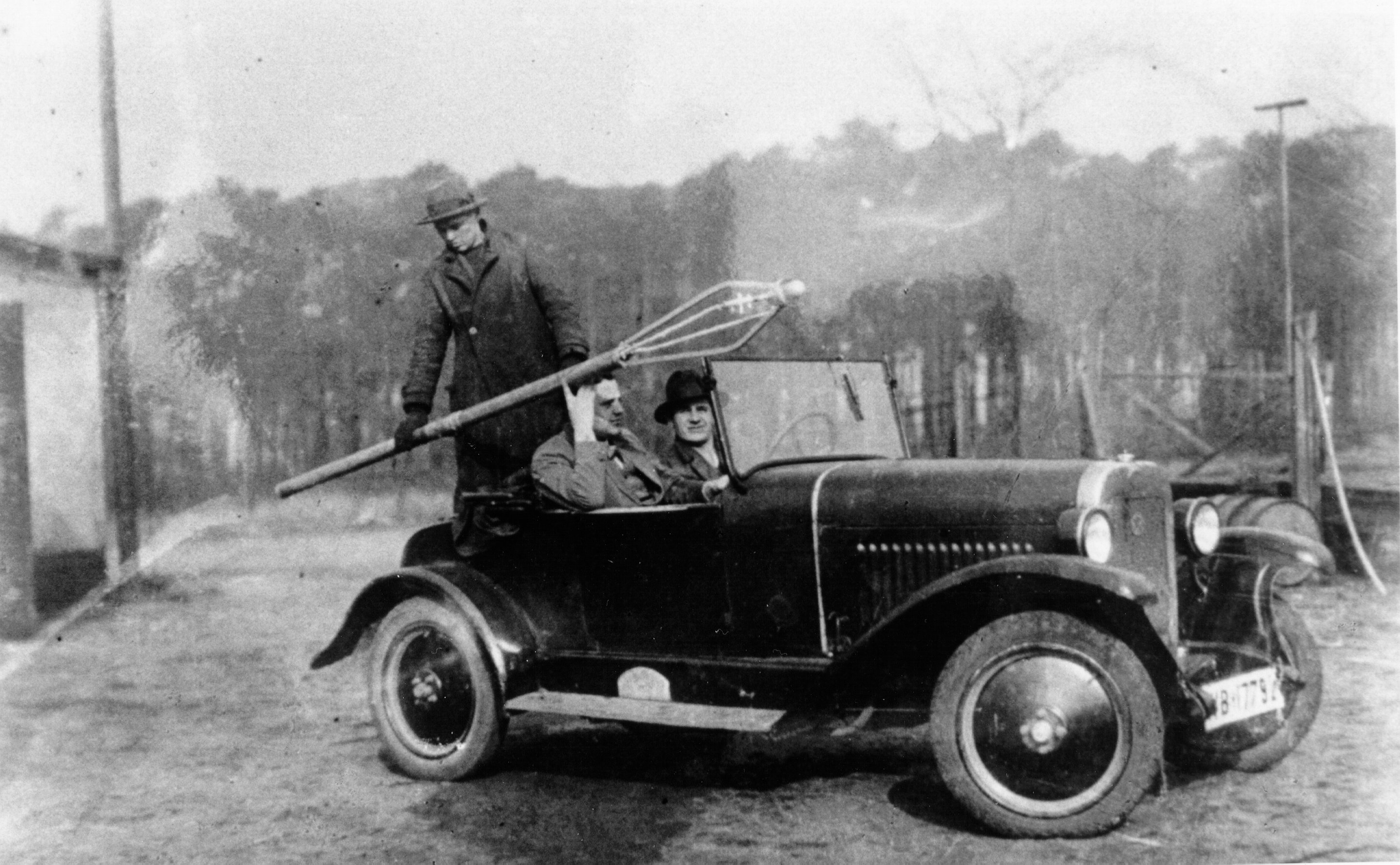
Paul Ehmayr (hält einen Achsstaber), Klaus Riedel und Wernher von Braun (am Steuer) in einem Opel Laubfrosch

Seitdem waren private Raketenversuche verboten – alle Aktivitäten wurden nun unter Schirmherrschaft der Deutschen Wehrmacht in der Heeresversuchsanstalt Kummersdorf, später in der Heeresversuchsanstalt Peenemünde, weitergeführt.
Ehmayr arbeitete von nun an in verschiedenen Unternehmen als technischer Angestellter, bis er nach Kriegsende gemeinsam mit seiner Frau und seinem Sohn nach Österreich zurückkehrte. Dort lebte er zunächst in Wels, anschließend bis zu seinem Tod 1993 in Linz. 
Paul Ehmayr ist Träger des silbernen Verdienstzeichens der Republik Österreich.